# 2625 Jack London
2625 Jack London è un asteroide della fascia principale. Scoperto nel 1976, presenta un'orbita caratterizzata da un semiasse maggiore pari a 2,1960615 UA e da un'eccentricità di 0,1412361, inclinata di 4,45747° rispetto all'eclittica.